# Erebia medea
Erebia medea är en fjärilsart som beskrevs av Jacob Hübner 1802. Erebia medea ingår i släktet Erebia och familjen praktfjärilar. Inga underarter finns listade i Catalogue of Life.